# Bouilly-en-Gâtinais
Bouilly-en-Gâtinais ist eine französische Gemeinde mit 307 Einwohnern (Stand: 1. Januar 2022) im Département Loiret in der Region Centre-Val de Loire. Sie gehört dort zum Arrondissement Pithiviers und zum Kanton Le Malesherbois. 
Sie grenzt im Nordwesten an Ascoux, im Norden an Dadonville, im Nordosten an Yèvre-la-Ville, im Osten an Courcelles-le-Roi, im Südosten an Nancray-sur-Rimarde, im Süden an Chambon-la-Forêt, im Südwesten an Vrigny und im Westen an Bouzonville-aux-Bois.

## Bevölkerungsentwicklung
| Jahr      | 1962 | 1968 | 1975 | 1982 | 1990 | 1999 | 2008 | 2018 |
| --------- | ---- | ---- | ---- | ---- | ---- | ---- | ---- | ---- |
| Einwohner | 240  | 247  | 261  | 277  | 260  | 302  | 325  | 316  |

## Sehenswürdigkeiten

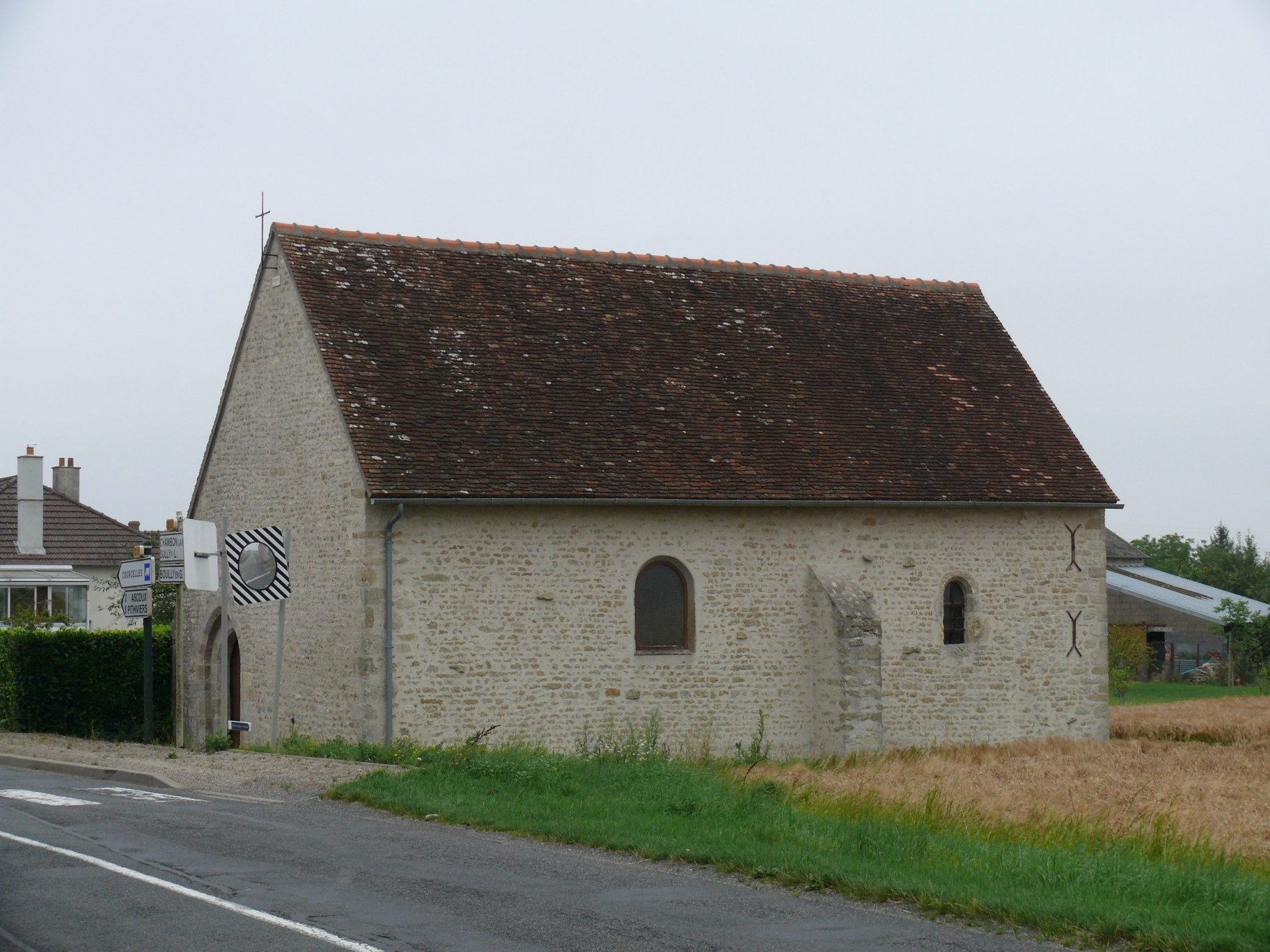
Kapelle Sainte-Anne de Verrines
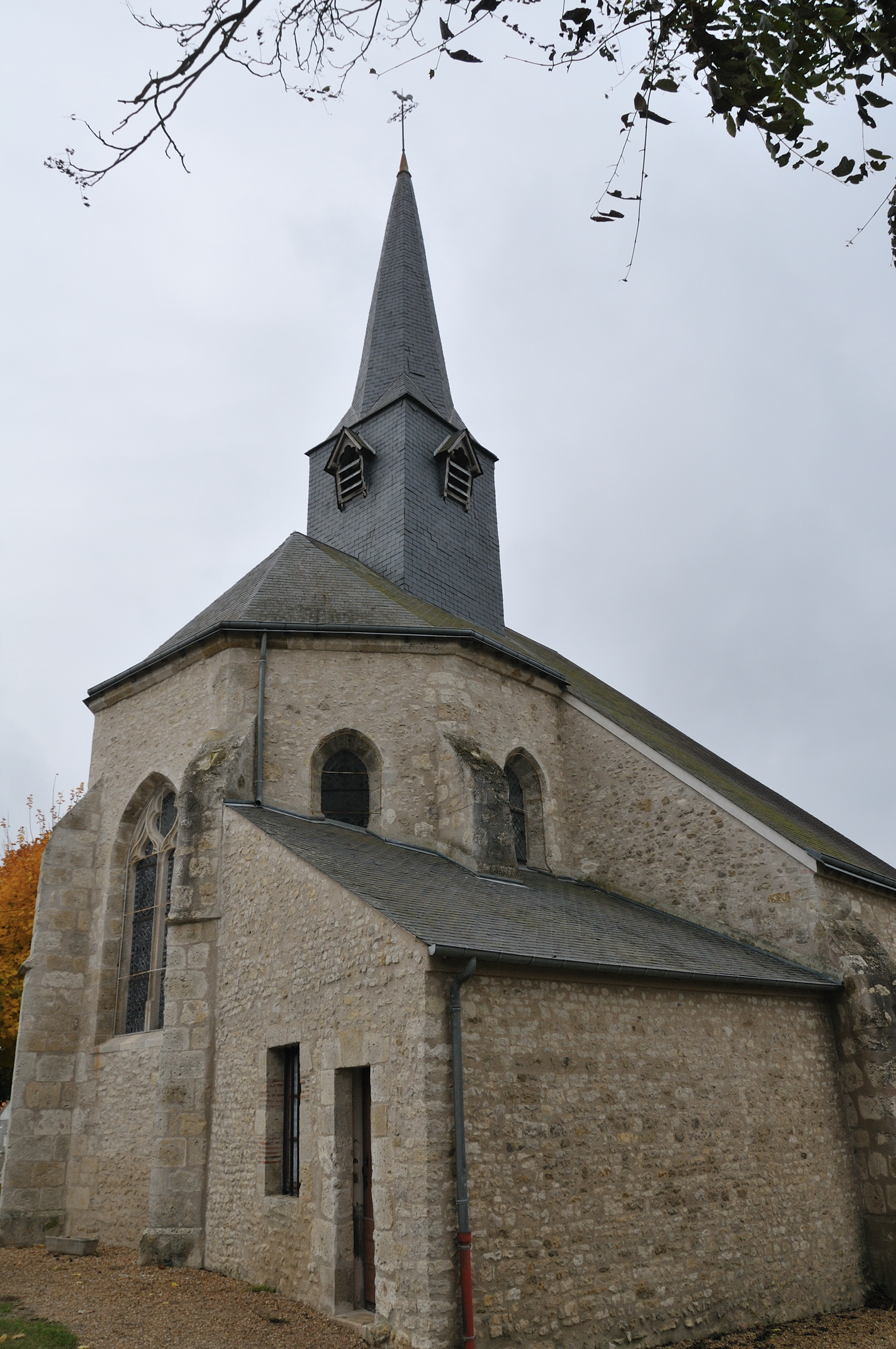
Kirche Saint-Martin

- Kapelle Sainte-Anne de Verrines
- Kirche Saint-Martin